# NGC 151
NGC 151 (również NGC 153 lub PGC 2035) – galaktyka spiralna z poprzeczką (SBbc), znajdująca się w gwiazdozbiorze Wieloryba, w odległości ok. 164 mln lat świetlnych.
Odkrył ją William Herschel 28 listopada 1785 roku. 9 sierpnia 1886 roku obserwował ją też Lewis A. Swift, lecz niezbyt dokładnie określił jej pozycję i w rezultacie skatalogował ją jako nowo odkryty obiekt. John Dreyer skatalogował obie te obserwacje jako, odpowiednio, NGC 151 i NGC 153.
Do tej pory w galaktyce zaobserwowano jedną supernową:
- PTF11iqb, odkryta 23 lipca 2011 roku przez Palomar Transient Factory, osiągnęła jasność obserwowaną 16m[1].